# فانويس ميل (فيرجينيا الغربية)
فانويس ميل (بالإنجليزية: Vannoys Mill, West Virginia)‏ هي منطقة سكنية تقع في الولايات المتحدة في Barbour County.  يقدر عدد سكانها   وترتفع عن سطح البحر 474.88 متر.